# Tiphia mongolica
Tiphia mongolica (лат.) — вид ос рода Tiphia из семейства Tiphiidae (Hymenoptera). Китай (Внутренняя Монголия).

## Описание
Жалящие перепончатокрылые. Длина тела около 5—11 мм. Основная окраска тела чёрная. Этот вид может быть распознан по следующей комбинации признаков: лицо с медиальной продольной узкой пунктированной областью; вершина латерально с редкими точками вдоль внутреннего края глаза; пигидий сзади с несколькими продольными полосками; мезоскутум с передней медиальной бороздкой, отделенной от нотаулюса. Усики самок 12-члениковые, а у самцов состоят из 13 сегментов. Мезоскутум с передней медиальной бороздкой и нотаулусом. Личинки предположительно, как и близкие виды, паразитируют на пластинчатоусых жуках (Scarabaeidae). Вид был впервые описан в 1986 году японским гименоптерологом Кадзухико Цунеки (Kazuhiko Tsuneki, Осакский университет, Япония), а его валидный статус подтверждён в ходе ревизии, проведённой в 2023 году китайскими энтомологами Qian Han, Bin Chen и Ting-Jing Li (Chongqing Normal University, Чунцин, Китай). Включён в состав номинативного подрода Tiphia (Tiphia).